# Йде посміхаючись
«Йде посміхаючись» (англ. Exit Smiling) — американська комедійна мелодрама режисера Сема Тейлора 1926 року.

## Сюжет
Історія покоївки Вайлет, яка працює в пересувному театрі, котрий роз'їжджає з виставами по Канаді і північних штатах США. Вайлет відчайдушно хоче стати актрисою і не упускає шанс довести свої акторські здібності.

## У ролях
- Беатріс Ліллі — Вайлет
- Джек Пікфорд — Джиммі Марш
- Доріс Ллойд — Ольга
- Девітт Дженнінгс — Орландо Вейнрайт
- Гаррі Маєрс — Джессі Уотсон
- Тенен Голц — Тод Пауелл
- Луїза Лоррейн — Філліс
- Франклін Пенгборн — Сесіл Лавлейс